# Подгориця-при-Печах
Подгориця-при-Печах (словен. Podgorica pri Pečah) — поселення в общині Моравче, Осреднєсловенський регіон, Словенія. 
Висота над рівнем моря: 465,8 м.